# Поццоново
Поццоново (італ. Pozzonovo, вен. Pozzonovo) — муніципалітет в Італії, у регіоні Венето, провінція Падуя.
Поццоново розташоване на відстані близько 380 км на північ від Рима, 55 км на південний захід від Венеції, 25 км на південь від Падуї.
Населення — 3628 осіб (2014).
Щорічний фестиваль відбувається 2 травня, 8 вересня. Покровитель — Sant'Atanasio.

## Демографія
Населення за роками:

Станом на 1 січня 2023 року в муніципалітеті офіційно проживав 181 іноземець з 15 країн, серед них 48 громадян країн Євросоюзу та 3 громадяни України.

## Сусідні муніципалітети
- Ангуїллара-Венета
- Боара-Пізані
- Монселіче
- Солезіно
- Стангелла
- Трибано